# Sakar (wieś)
Sakar (cyr. Сакар) – wieś w Serbii, w okręgu maczwańskim, w gminie Mali Zvornik. W 2011 roku liczyła 452 mieszkańców.